# Ana Tot
Ana Tot, coniugata Pataki (in serbo Ана Тот-Патаки?; 16 giugno 1945), è un'ex cestista jugoslava.

## Carriera
Con la Jugoslavia ha disputato i Campionati europei del 1970.